# Pizza
Pizza [pica] je velký kruhový plát světlého chlebového těsta, nahoře s náplní vyrobenou nejčastěji z rajčat, sýra a dalších rozdílných ingrediencí (v závislosti na druhu pizzy). Peče se v peci nebo troubě. Původem pochází z Itálie, ale stala se oblíbeným jídlem po celém světě. Restaurace, ve kterých se pizza připravuje, se nazývají pizzerie.
Připravuje se pečením a v Itálii se obvykle skládá z těchto základních surovin:
- ze středně tuhého těsta vyrobeného z vody, mouky, soli a droždí
- rajčatového základu (sugo di pomodoro)
- mozzarelly

Dále lze přidat jakékoliv suroviny podle druhu pizzy, např. olivy, sardinky, žampiony, cibule, salám, ančovičky a mnoho dalších. V závislosti na národních zvyklostech toho kterého státu se v receptech nacházejí i různé náhrady a obměny surovin.

## Historie

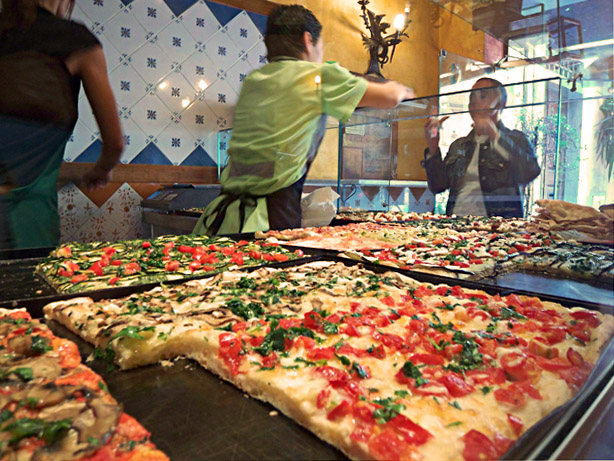
Pizza na plechu

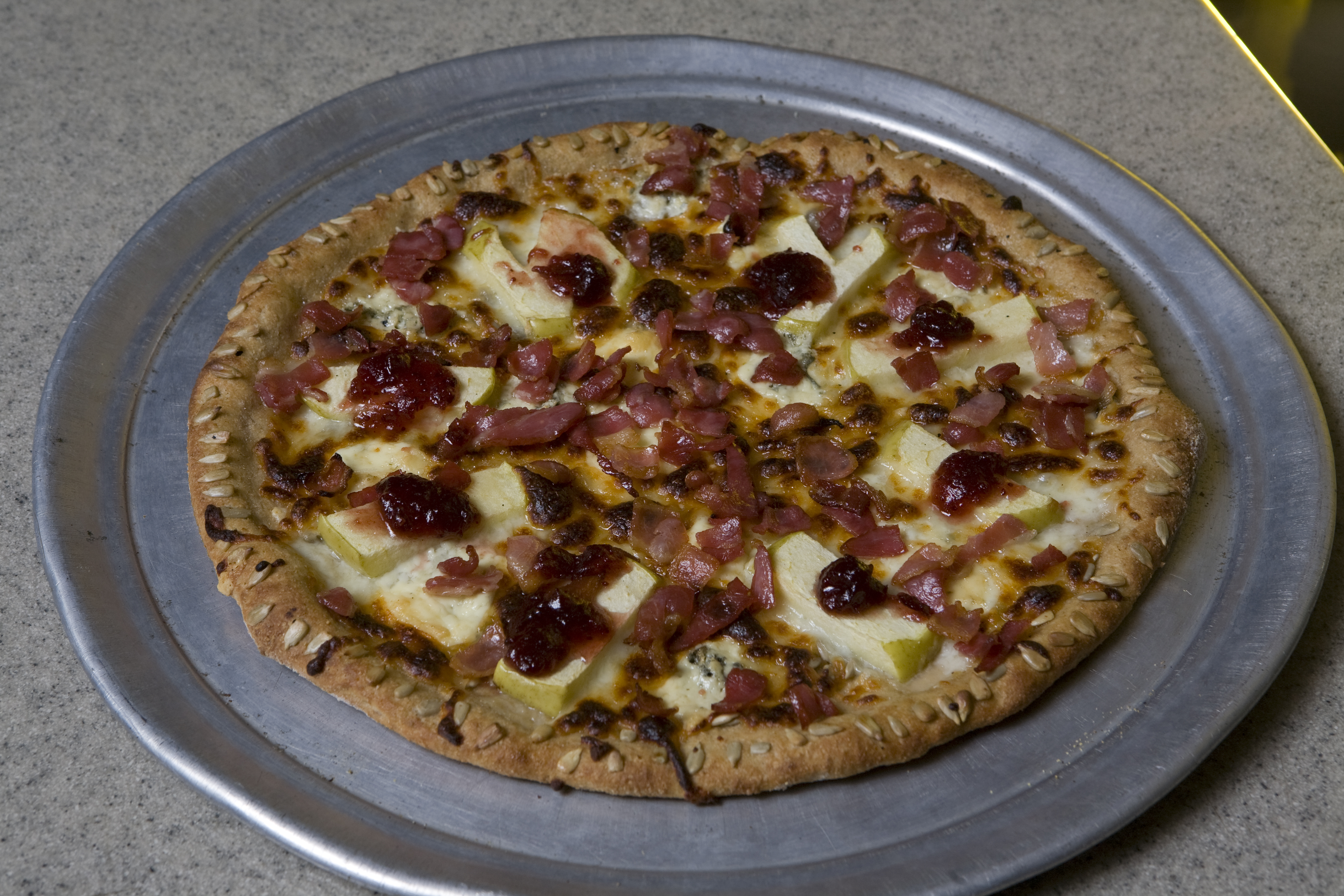
Celozrnná pizza

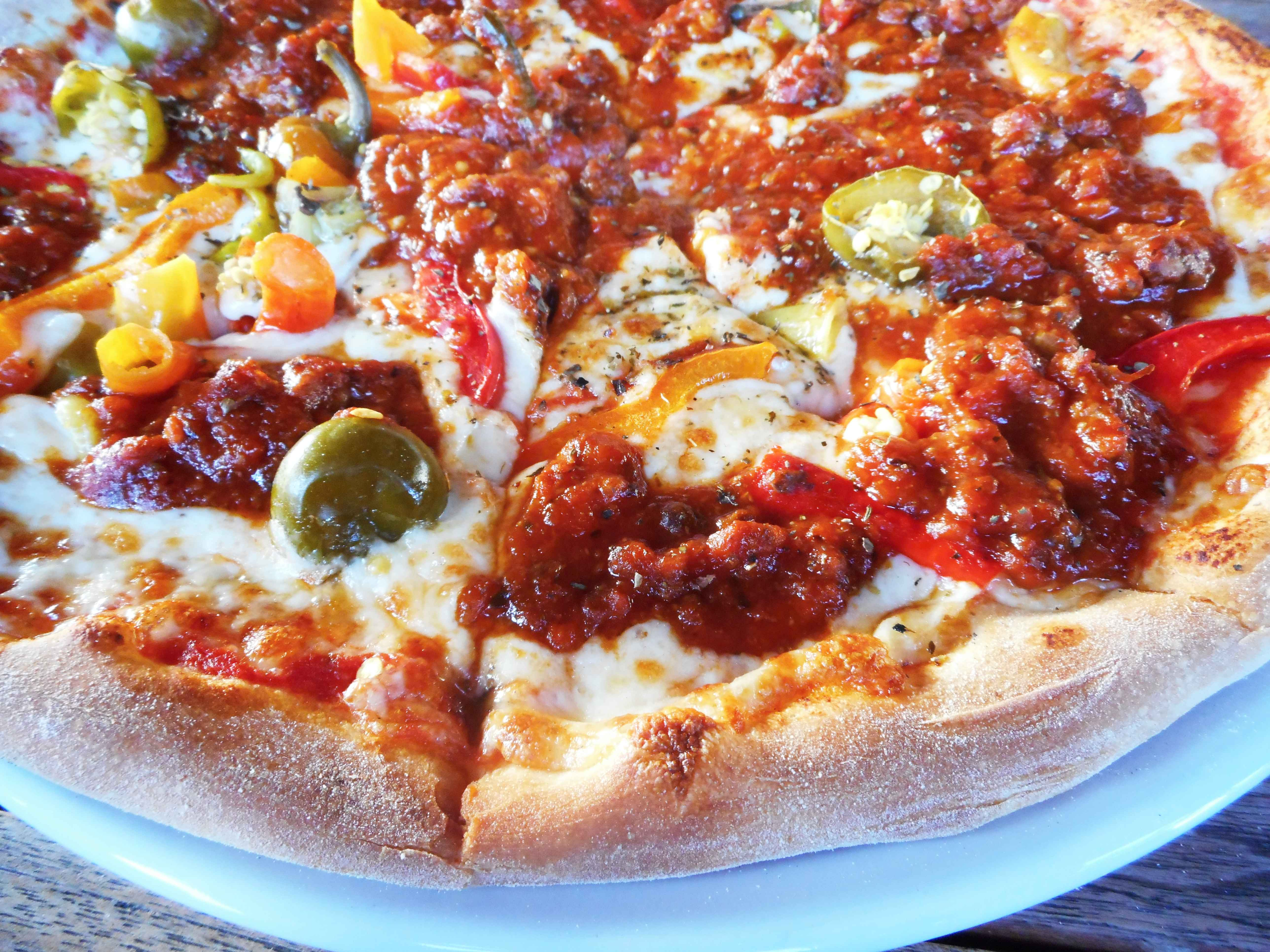
Feferonová pizza s masovým ragú

Jídlo obdobné dnešní pizze bylo připravováno již v době neolitu. Jednoduché koláče na způsob pizzy připravovali již starověcí Egypťané v podobě jednoduchých plochých koláčů. Od nich je časem převzali Římané. Název pizza je odvozen ze slova picea, které pochází z neapolského dialektu italštiny. Označovaly se jím pečené placky z kynutého těsta, na které se kladly další ingredience. Již na konci 17. století vznikaly první pizzerie. Zejména kvůli velkému rozvoji užívání rajčat v italské gastronomii se v 18. století začala pizza formovat do moderní podoby, kterou známe teď.
Jedna z nejznámějších pizz, pizza Margherita, se zrodila v Neapoli v roce 1889. Nedlouho předtím sjednocená Itálie chtěla uctít královnu Margheritu, která ji navštívila, a tak místní kuchař Rafael Esposito vymyslel pizzu v italských národních barvách: červené (rajče), zelené (bazalka) a bílé (sýr).
O další rozvoj pizzy se postarali italští přistěhovalci v Americe, kam si své technologie přinesli s sebou. Pizzu Margherita pekli s mozzarellou a dobromyslí. Postupem času ji začali připravovat nikoli v peci, ale na pánvi, a její forma se do roku 1945 přizpůsobila americkému fast food stylu. První oficiální americká pizza měla název Chicago-Style a pochází z roku 1943.
V roce 1948 se začalo prodávat první předpřipravené pizza-těsto. V 50. až 60. letech se v Americe stala pizza standardním fast food jídlem vedle hot dogu a jablečného koláče.
V roce 1957 uvedli bratři Celentanovi na trh první mraženou pizzu a tím napomohli masivnímu tažení mražených polotovarů v obchodech. Rozšířil se i její sortiment a v témže roce byl proveden první spotřebitelský test různých druhů pizzy.

## Kategorie
- Klasická pizza – jak se převážně vyrábí v českých pizzeriích[zdroj⁠?!]
- Neapolská pizza – označována ve světě jako královna všech pizz[zdroj⁠?!]
- Celozrnná pizza – těsto se vyrábí z celozrnné mouky[zdroj⁠?!]
- Bezlepková pizza – těsto se vyrábí z mouky, která neobsahuje lepek[zdroj⁠?!]
- Raw pizza – těsto se vyrábí z různých druhů semínek (např. pohanka) a suší se při 40 °C
- Pizza pane – nezdobené, upečené těsto na pizzu, používané jako příloha
- Pizza al taglio – Římská pizza, pečené v obdélníkovém plechu, porcuje se obvykle nůžkami
- Sicilská pizza – potřená směsí z rajčat, cibule, ančoviček a oregána
- Pizza Montanara – těsto na pizzu se nejprve usmaží a teprve poté se ochutí omáčkami, sýry a uzeninami
- New York-style pizza –  Americká pizza vycházející z neapolské, těsto má vyšší obsah lepku, okraj je křupavý
- Chicago-style pizza – Americká pizza, vznikla ve 40. letech, peče se v hluboké formě na koláč, má vysoký okraj
- Pinsa – těsto je tenčí a lépe stravitelné než u běžné pizzy

Pizzu je také možno zakoupit i předpečenou a zmraženou a poté ji rozmrazit a dopéct.
Dnes známá podoba pizzy pochází z italské Neapole, avšak její předchůdci pocházejí z Řecka (hlavními ingrediencemi byly sýr a olivy) a Egypta.

## Pizza freestyle

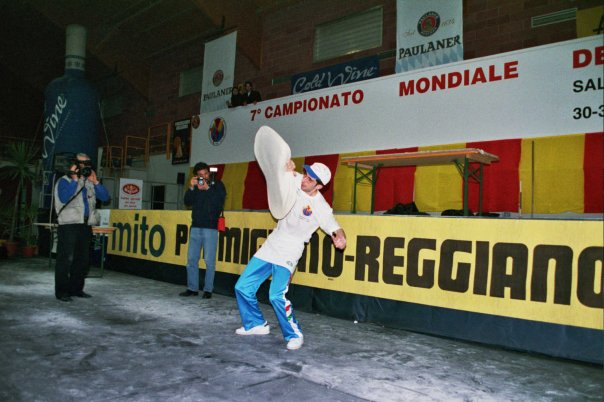
Pizza freestyle

Pizza freestyle (též pizza akrobacie) je sportovní odvětví, při kterém se hází s těstem na pizzu nebo s gumovým diskem, který má podobné vlastnosti jako pizza těsto. Tato tzv. pizza show se předvádí do rytmu hudby. Pizzař nechává pizza těsto létat a točit se okolo něj, zatímco těsto za pomocí odstředivé síly zvětšuje svůj průměr.

## Metody pečení

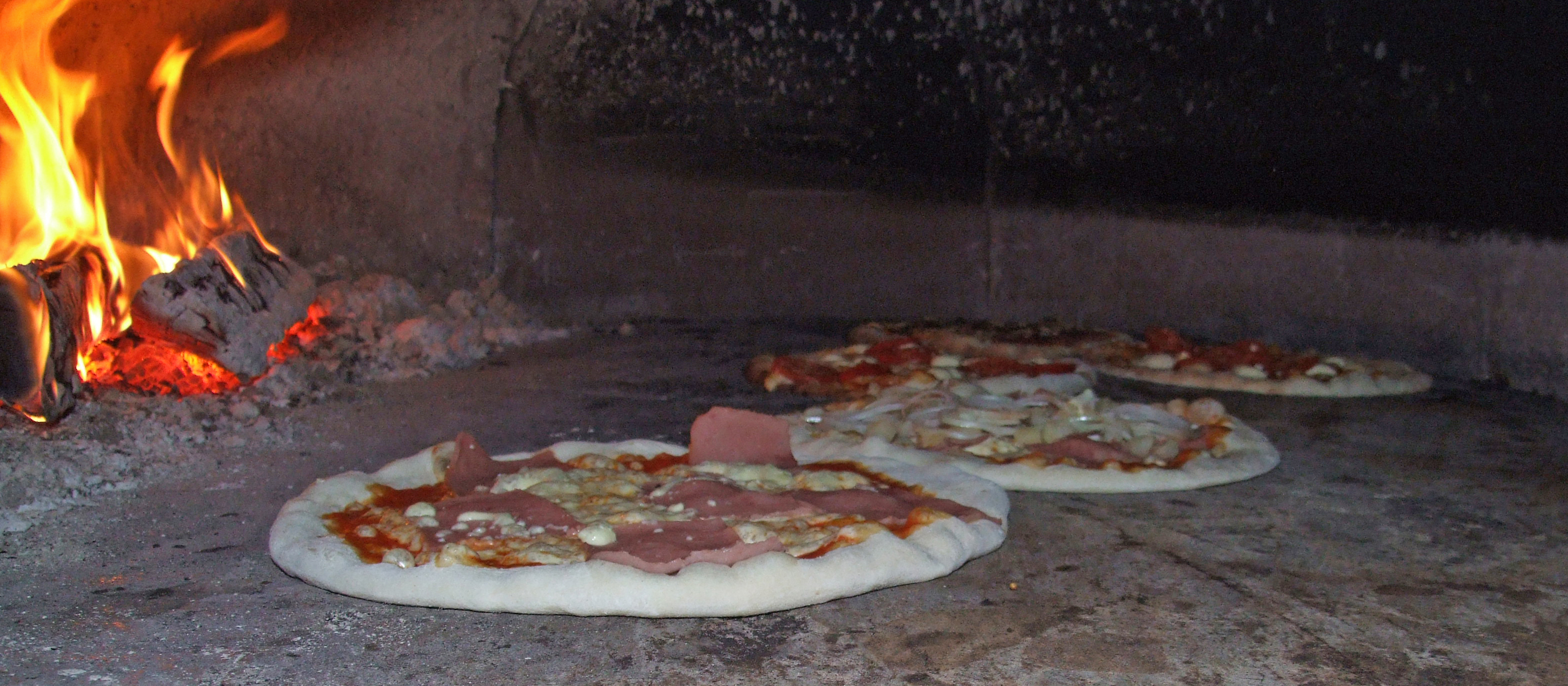
Pizzy v peci na dřevo

Na přípravu pizzy se používá několik druhů pecí:
- Pec na dřevo – Pizza v peci na dřevo se peče okolo tří minut (pec se vytápí na 380–500 °C)
- Pec elektrická – Profesionální elektrické pece lze také vytopit přibližně na 450 °C. Nevýhoda těchto pecí spočívá ve vysoké ztrátě teploty při každém otevření dveří pece.
- Pec plynová – (Plyn vyvěrá tryskami uvnitř oválné pece.) Plynová pec má podobné vlastnosti jako pec na dřevo.

## Druhy pizzy

### Tradiční italské pizzy

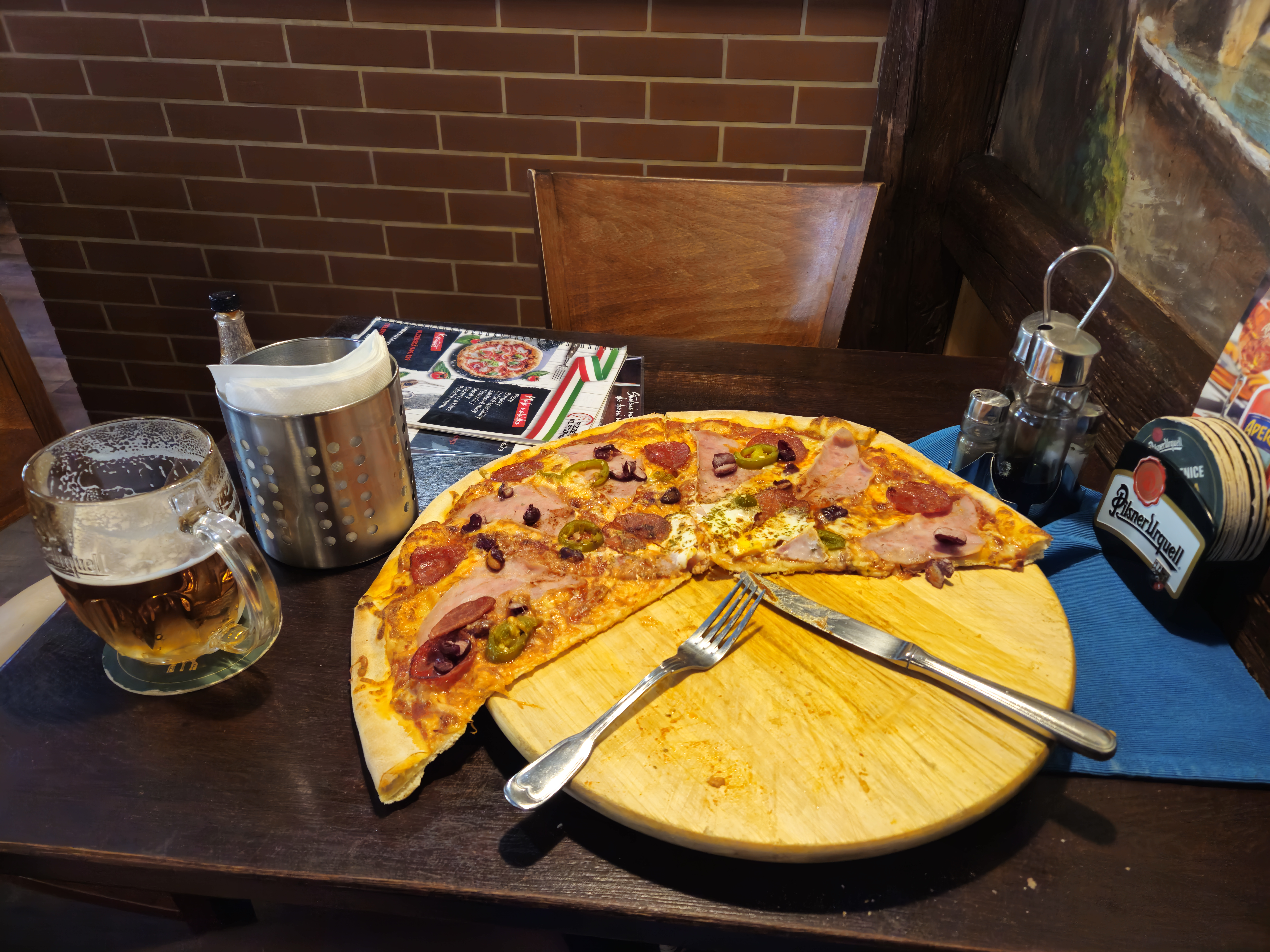
Diavola podávaná na dřevěném talíři.

- Margherita – rajčatový základ, mozzarella, bazalka, olivový olej
- Prosciutto – rajčatový základ, mozzarella, šunka
- Prosciutto e Funghi – rajčatový základ, mozzarella, šunka, žampióny
- Capricciosa – rajčatový základ, mozzarella, šunka, žampióny, artyčoky, olivy
- Marinara – rajčatový základ, česnek nakrájený na plátky, extra panenský (virgin) olivový olej, bazalka, mořská sůl
- Quattro Formaggi – pizza se čtyřmi druhy sýra, typicky jako kombinace výraznějších tvrdších a čerstvých krémových sýrů. Běžně mozzarella, gorgonzola, parmezán a asiago.
- Quattro Stagioni – 1/4 Margherita, 1/4 Prosciutto, 1/4 Salámová, 1/4 Funghi
- Tonno e Cipolla – rajčatový základ, mozzarella, tuňák, cibule
- Parmigiana – rajčatový základ, mozzarella, lilek, grana padano, bazalka
- Diavola – rajčatový základ, mozzarella, pikantní salám, chilli papričky
- Frutti di Mare – rajčatový základ, mozzarella, mušle, olihně, krevety
- Ortolana – rajčatový základ, mozzarella, lilek, cuketa, bazalka, olivový olej

### Netradiční pizzy
- Hawaii – pizza se šunkou a ananasem

## Certifikace Neapolské pizzy
Pravá Neapolská pizza je od roku 2010 zapsána Evropskou unií do takzvané skupiny pokrmů STG. Jedná se o zkratku „specialità tradizionale garantita“, která v překladu znamená „zaručená tradiční specialita“. Recept na tuto tradiční Neapolskou pizzu je regulován zákonem, který reguluje, jaký má mít pizza tvar, jak musí být připravováno těsto a kde může být pravá Neapolská pizza konzumována.